# Ministero della difesa (Croazia)
Il Ministero della difesa (in croato: Ministarstvo obrane Republike Hrvatske) è un dicastero del governo croato incaricato di coordinare le forze armate della Repubblica di Croazia.
L'attuale ministro è Ivan Anušić, in carica dall'11 novembre 2023.

## Struttura e funzioni
Secondo il decreto n.97/20, il Ministero è strutturato nelle seguenti unità centrali e specializzate:
- Gabinetto del Ministro (Kabinet ministra): svolge compiti tecnico‑organizzativi e amministrativi a supporto del Ministro della Difesa. Si occupa della preparazione dei materiali rivolti al Parlamento, al Presidente e alla Presidenza del Governo; coordina le attività internazionali con altre istituzioni statali e con lo Stato Maggiore; gestisce le istanze e i reclami dei cittadini; organizza la comunicazione e la promozione pubblica del Ministero e delle Forze Armate, incluse le pagine web e i canali social, e cura il protocollo e le cerimonie ufficiali civili e militari, sia in Croazia che all’estero. All’interno del Gabinetto operano tre unità:
  - il Servizio per l’organizzazione dei lavori ministeriali;
  - il Servizio per la comunicazione strategica e i media digitali, responsabile del monitoraggio dei media, della produzione multimediale e della gestione di contenuti web/on‑line;
  - il Servizio di Protocollo, dedicato a cerimonie e atti ufficiali.
- Segretariato generale (Glavno tajništvo): assume le funzioni legali, amministrative e organizzative burocratiche. Prepara atti ufficiali e documenti, gestisce accordi internazionali, fornisce supporto giuridico e cura l’archiviazione centralizzata delle pratiche del Ministero.
- Direzione delle politiche di difesa (Uprava za obrambenu politiku): si occupa della pianificazione e controllo della politica di difesa nazionale, compresa la cooperazione internazionale. Prepara e sovrintende proposte, monitora e coordina le attività di collaborazione con alleati (in ambito NATO ed UE), e cura l’implementazione di trattati e accordi relativi al disarmo e alla non proliferazione.
- Direzione delle risorse umane (Uprava za ljudske potencijale): responsabile della gestione del personale militare e civile, questa direzione cura il reclutamento, la formazione, le carriere, il supporto organizzativo e lo sviluppo professionale del personale del Ministero e delle Forze Armate.
- Direzione delle risorse materiali (Uprava za materijalne resurse): gestisce gli approvvigionamenti, le attrezzature militari, il patrimonio immobiliare e infrastrutturale, coordinando il supporto logistico necessario al funzionamento operativo delle forze armate in tutto il territorio nazionale.
- Direzione finanze, budget e sistemi informativi (Uprava za proračun, financije i informacijske sustave): assicura la pianificazione finanziaria, l’esecuzione del bilancio, l’amministrazione delle risorse economiche e la gestione dei sistemi informatici che supportano le operazioni del Ministero.
- Strutture di supporto, quali
  - l'Ispettorato della difesa;
  - il Tribunale disciplinare militare;
  - il Servizio per i procedimenti amministrativi di secondo grado e i contenziosi amministrativi;
  - l'Audit interno;
  - l'Ufficio del protocollo cerimoniale.

Sono inclusi anche organi militari come lo Stato maggiore delle forze armate, l'Agenzia di intelligence militare e l'Ordinariato militare.